# Pedro Ruimonte
Pedro Ruimonte (parfois Rimonte ou Ruymonte ; vers 1565 à Saragosse - 30 novembre 1627) est un compositeur et musicien espagnol de la Renaissance qui passa une grande partie de sa carrière aux Pays-Bas.

## Biographie
Ruimonte est né à Saragosse, fils de Pedro Ruimonte et Gracia de Bolea y Latas, il fut baptisé dans l'église de San Pablo en 1565. Pedro avait trois sœurs, Justa, Gracia et Catalina. Il a probablement étudié avec Melchor Robledo, qui donnait des cours de musique publics à la Cathédrale Saint-Sauveur de Saragosse (La Seo) , bien qu'il aurait également pu étudier avec plusieurs autres musiciens de renom qui étaient présents dans la ville au XVIe siècle.
Ruimonte serait arrivé jeune homme à Bruxelles en 1599 et aurait intégré le chœur de l'archiduc Albert d'Autriche et de la princesse Isabelle-Claire-Eugénie, nouveaux gouverneurs des Pays-Bas espagnols.
Le 17 août 1601, il écrivait à sa sœur en déclarant qu'il était maître de musique  dans la chapelle de ses altesses sérénissimes. En 1604, il s'identifie sur la page de titre de la Missae sex comme Maître de chapelle et de la chambre de leur Majesté. En 1614, la page titre du Parnaso español de Madrigales y Villancicos indique «Maestro de Música de la Cámara de los Serenísimos Príncipes Alberto y doña Isabel Clara Eugenia, Archiduques de Austria». Il est probable que cette différence de titre soit due à l'arrivée en 1605 de Géry de Ghersem, maître de la Chapelle royale de la cour de  Madrid, qui devait prendre en charge la chapelle de la cour de Bruxelles. Les registres existants montrent toutefois que Ruimonte était mieux rétribué que Ghersem, une mesure de l'estime dans laquelle l'archiduc le tenait.
En tant que chef des musiciens de la cour ducale, outre ses devoirs de supervision des jeunes chanteurs, il avait également sous sa responsabilité des organistes et des compositeurs d’envergure, parmi lesquels les Anglais Peter Philips, John Bull (alors organiste à la cathédrale d'Anvers), le Flamand Peeter Cornet et Philippe van der Meulen.
Il retourne à Saragosse en 1614 et y travaille en tant que professeur. Diego Pontac fut un de ses élèves, Sebastián Aguilera de Heredia, un de ses amis. Il vécut dans la ville jusqu'à sa mort, avec son épouse catalane, riche veuve de Martín de Villanueva,,,.

## Œuvre

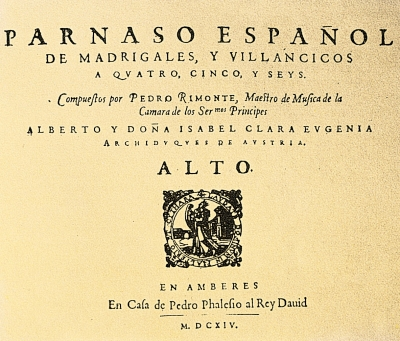
Pedro Ruimonte, Parnaso Español

Pendant son séjour en Belgique, il publie ses œuvres polyphoniques par l'intermédiaire de l'éditeur Pierre Phalèse.
La première : Missae Sex IV. V. et VI. Vocum, publiée en 1604, est composée de six messes qui présentent toute la gamme des formes et des styles musicaux de l'époque. Parmi ces œuvres se trouvent des messes parodiques d'œuvres de Giovanni Pierluigi da Palestrina et de Guerrero.
En 1607, il publie Cantiones sex vocum. La collection comprend quatre motets à 4 voix pour l'Avent et six autres pièces à 5 et 6 voix pour le Carême, une antienne, Salve Regina pour 5 voix, un psaume De profundis, pour 7 voix et Lamentations pour six voix pour la Semaine Sainte. À l'exception des lamentations, qui sont conservées dans la Colegiata de Albarracín, le reste a malheureusement été perdu.
Son œuvre la plus importante est le Parnaso español de Madrigales y Villancicos a cuatro, cinco y seis, publié en 1614. Elle se compose de neuf madrigaux en castillan pour 4, 5 et 6 voix et de douze villancicos pour 5 et 6 voix,,,.